# Pogonomyrmex hoelldobleri
Pogonomyrmex hoelldobleri is een mierensoort uit de onderfamilie van de Myrmicinae. De wetenschappelijke naam van de soort is voor het eerst geldig gepubliceerd in 2013 door Johnson, Overson en Moreau.

## Voorkomen
De soort komt voor in de Mojave- en de Sonorawoestijn in Noord-Amerika.